# Alexandr Vertinski
Alexandr Vertinski (în rusă Александр Николаевич Вертинский; n. 1889, Kiev — d. 1957, Leningrad) a fost un cântăreț, poet, compozitor, artist de cabaret și actor rus, născut în Ucraina.

## Biografie
La începutul vieții sale artistice, Vertinski a folosit imaginea scenică a lui Pierrot pentru a cânta mici povestioare muzicale, cunoscute și sub numele de "ariettes", sau "Pierrot's doleful dities (cântecelele triste al lui Pierrot)". Tânărul artist a fost botezat "Pierrot al Rusiei", a devenit renumit, a devenit subiect de imitație, admirație, a fost defăimat de presă, dar tratat ca o vedetă de admiratori.
A părăsit Rusia în noiembrie 1920. Din Polonia, Vertinski s-a mutat în Franța, iar mai apoi în SUA. După turnee de succes, s-a reîntors în Franța doar pentru a pleca mai departe în China. S-a căsătorit de două ori și i s-a născut o fiică. Pentru a-și hrăni familia, artistul dădea câte două concerte pe zi. În 1943, Vertinski a cerut permisiunea să se reîntoarcă în URSS. Artistul a murit pe 21 mai 1957 la Leningrad.

## Discografie
LP-uri și CD-uri
- 1969 Александр Вертинский (Мелодия, Д 026773-4 | URSS)
- 1989 Александр Вертинский (Мелодия, М60 48689 001; М60 48691 001 | URSS)
- 1994 То, что я должен сказать (Мелодия, MEL CD 60 00621 | Rusia)
- 1995 Songs of love, Песни любви (RDM, CDRDM 506089; Boheme Music, CDBMR 908089 | Rusia)
- 1996 Vertinski (Le Chant du Monde, LDX 274939-40 | Franța)
- 1999 Легенда века (Boheme Music, CDBMR 908090 | Rusia)
- 2000 Vertinski (Boheme Music, CDBMR 007143 | Rusia)
- 2003 Selected songs (Russia), Disk 1, Disk 2, Disk 3, Disk 4

## Filmografie parțială
- 1913 Obryv
- 1928 Secretele Orientului (Geheimnisse des Orients), regia Alexander Wolkoff
- 1930 Das Ende der Welt (1930) (La fin du monde), regia Abel Gance
- 1950 Complotul condamnaților (Zagovor obrecionnîh), regia Mihail Kalatozov
- 1954 Herz ohne Liebe
- 1954 Skanderbeg – Ritter der Berge, regia Serghei Iutkevici